# 82-я отдельная десантно-штурмовая бригада
82-я отдельная десантно-штурмовая бригада (укр. 82-га окрема десантно-штурмова бригада) (сокр. 82 ОДШБр, в/ч A2582, ранее - 3-я батальонная тактическая группа 80-й ДШБ, ещё ранее - 87-й отдельный аэромобильный батальон 80-й ДШБ) — тактическое соединение Десантно-штурмовых войск Вооружённых Сил Украины.

## История
История подразделения уходит корнями в 2013 год, когда в Черновцах была расформирован 300-й механизированный полк, а на уже бывшем месте его дислокации сформировано новое подразделение. Таковым 2 сентября 2013 года оказался 87-й отдельный аэромобильный батальон 80-й бригады ДШВ с номером военной части А2582, который впоследствии был переименован в 3-ю БТГ (или просто 3-й батальон) 80-й бригады ДШВ, принимавшую участие в т.ч. в боях за Счастье, луганский аэропорт, Верхнекаменку, Авдеевку и в июне 2019 года вернувшуюся в Черновцы из зоны проведения ООС, но которую, в свою очередь, в 2020 году планировалось передислоцировать в Берегово. Именно на базе 3-й БТГ (с сохранением номера военной части) была впоследствии развернута 82-я отдельная десантно-штурмовая бригада с дислокацией в Черновцах.
Бригада сформирована в начале 2023 года в рамках подготовки к контрнаступлению Украины. Бригада проходила обучение и подготовку в Великобритании, в неё перешли некоторые опытные ветераны 25-й овдбр и 80-й одшбр.
Принимала участие в контрнаступлении на Токмакском направлении со второй половины августа 2023 года. Совместно с 47-й омехбр 23 августа освободила село Работино. После окончания контрнаступления бригада осталась оборонять позиции между Работино и занятым ВС РФ Вербовым от атак 76-й ДШД, тогда как некоторые другие части, ранее действовавшие в том же районе (47-я и 116-я омехбр), были переброшены под Авдеевку.
4 сентября президент Украины Владимир Зеленский посетил расположение бригады и вручил награды солдатам и офицерам.
С 14 августа 2024 года бригада принимает участие в наступлении ВСУ в Курской области.

## Структура

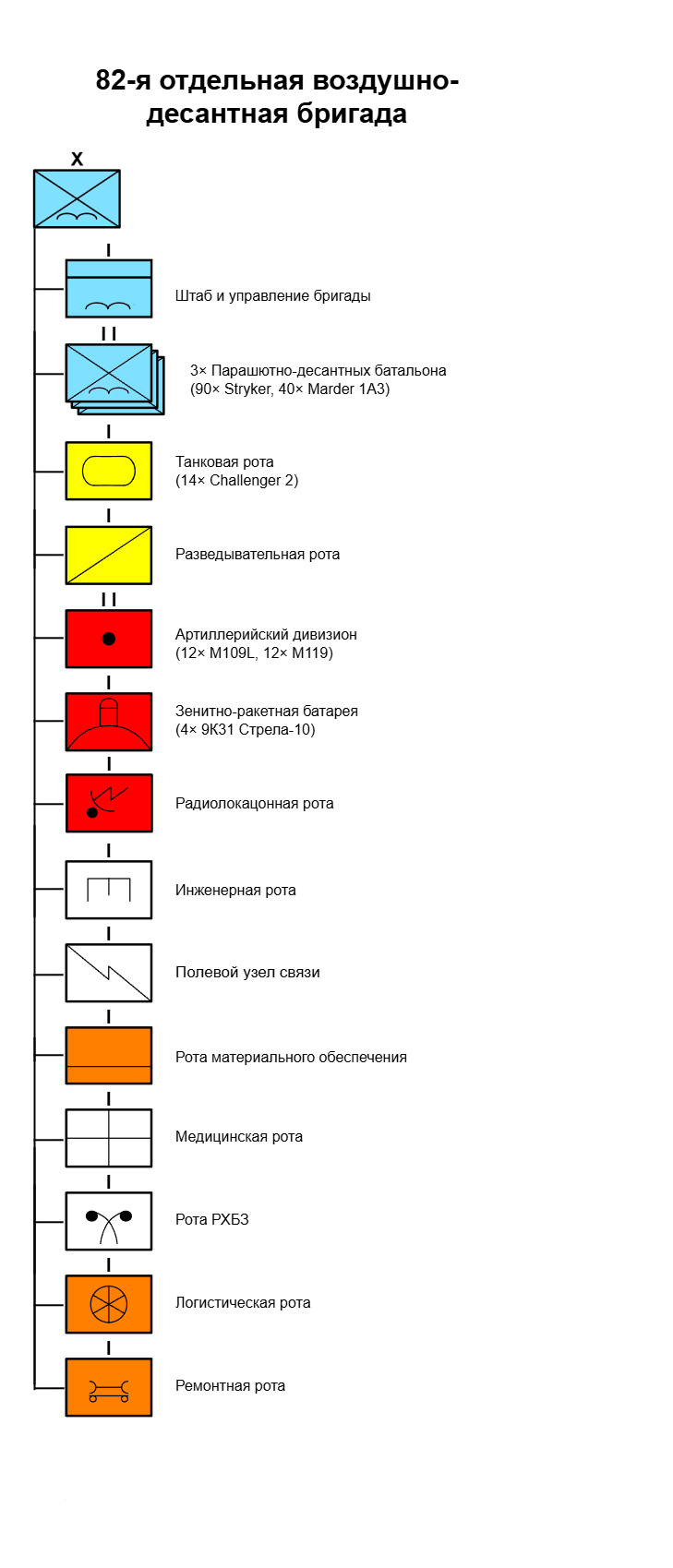
Структура 82-й отдельной десантно-штурмовой бригады ДШВ Украины на 2024 год

## Вооружение
По состоянию на сентябрь 2023 года бригада вооружена британскими танками Челленджер 2 (14 шт.), немецкими БМП Marder 1A3 (40 шт.), американскими БТР Stryker (90 шт.), ИМР M1132 на их базе и 105-мм гаубицами M119 (24 шт.).

## Потери
5 сентября 2023 года бригада потеряла первый танк Челленджер 2. Он, вероятнее всего, потерял подвижность из-за попадания артиллерийского снаряда или наезда на мину, после чего его добил дрон-камикадзе, однако экипаж танка успел эвакуироваться. Это стало первой в истории потерей танка данного типа от действий противника.
22 сентября бригада потеряла две ИМР M1132
В конце 2023 года в интернете появилось видео расстрела россиянами троих украинских военнопленных, предположительно, военнослужащих 82-й бригады. Событие произошло около села Роботино Запорожской области. По данным украинского следствия, военнослужащие РФ взяли в плен трех украинских военных, которых через час расстреляли. Генпрокуратура Украины подозревает в казни военных из российской 76-й дивизии.